# Seldeneck (Creglingen)
Seldeneck ist ein Wohnplatz auf der Gemarkung des Creglinger Stadtteils Blumweiler im Main-Tauber-Kreis im fränkisch geprägten Nordosten Baden-Württembergs.

## Geschichte
Der Ort wurde im Jahre 1263 erstmals urkundlich als Seldenecke erwähnt. Der Ortsname stammt wohl vom Wort salida (= Glück) ab, was auf einen typischen Burgnameen hindeutet. Die örtliche Burg Seldeneck lag in Spornlage über dem Taubertal. Von der ehemaligen Burg sind nur noch geringe Mauerwerkreste erhalten. Nach der Burg nannte sich eine im 13. Jahrhundert von dem Küchenmeister von Nordenberg, Schultheißen zu Rothenburg, abgezweigte Adelsfamilie, die sogenannten Freiherren von Seldeneck. Nach dem Erlöschen der von Nordenberg erhielten die Seldeneck im 15. Jahrhundert das Reichsamt der Erbküchenmeister übertragen. Die Familie starb gegen Ende des 16. Jahrhunderts aus. Schon frühzeitig war ein Teil der Burg Seldeneck im Besitz der Hohenlohe. Diese trugen ihre Hälfte der Burg im Jahre 1341 von der Krone Böhmen zu Lehen. Im Jahre 1344 verkauften die von Seldeneck den restlichen Burganteil an die Burggrafen von Nürnberg. Diese wiederum überließen gleichzeitig die von Seinsheim den von Hohenlohe erworbenen anderen Anteil. Im Jahre 1404 kaufte Rothenburg ob der Tauber die Festung sowie das Amt Seldeneck. Die Burg Seldeneck wurde wohl bald danach zerstört, wahrscheinlich in den Wirren um die Absetzung König Wenzels.
Der Ort kam als Teil der ehemals selbständigen Gemeinde Blumweiler am 1. Februar 1972 zur Stadt Creglingen.

## Kultur und Sehenswürdigkeiten

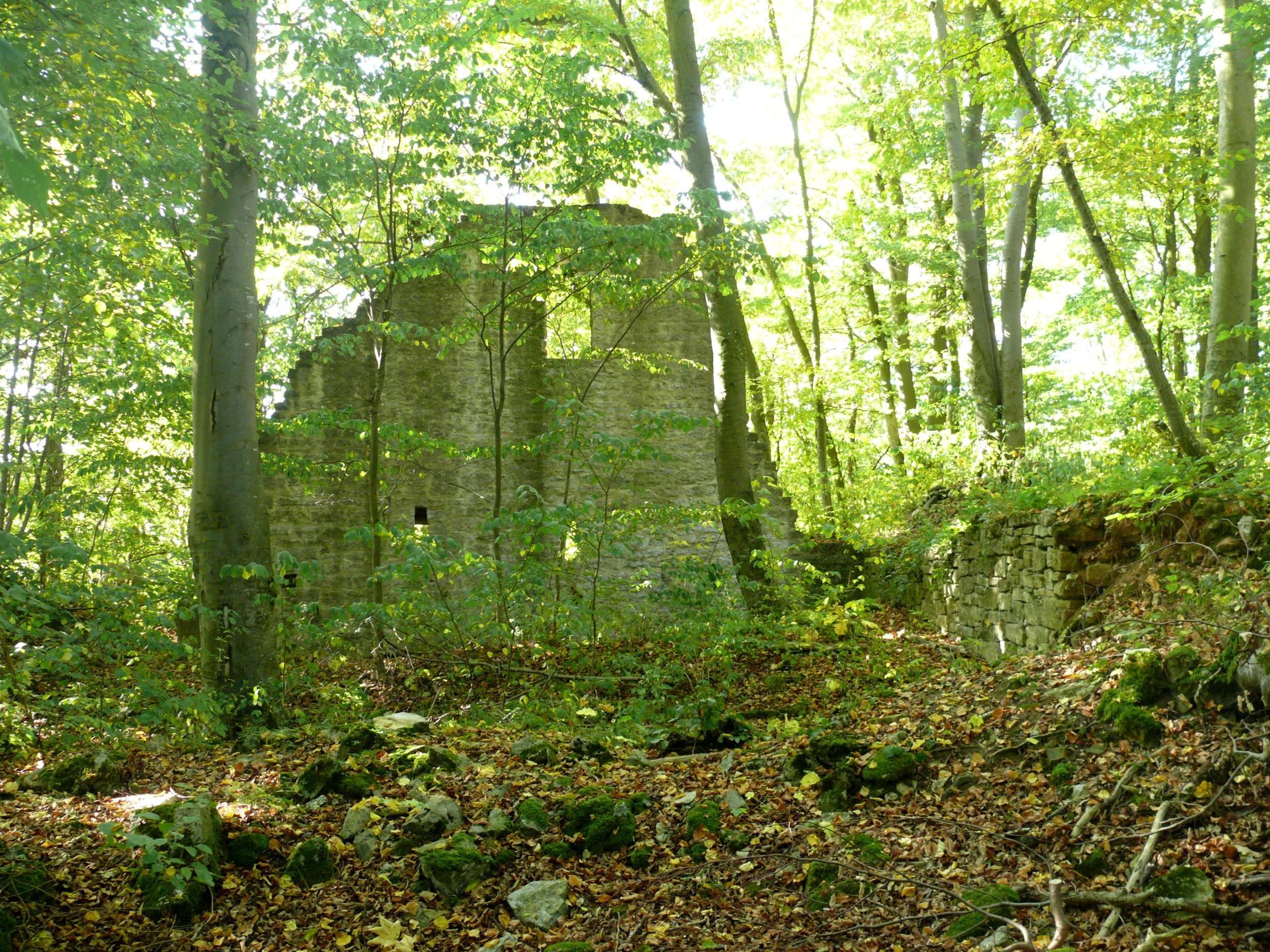
Burgruine Seldeneck

### Kulturdenkmale
Kulturdenkmale in der Nähe des Wohnplatzes sind in der Liste der Kulturdenkmale in Creglingen verzeichnet.

### Burg Seldeneck
Die Burg Seldeneck ist eine abgegangene Burg der Reichsstadt Rothenburg ob der Tauber aus dem 13. Jahrhundert.

## Verkehr
Der Ort ist über eine beim Creglinger Weiler Wolfsbuch von der K 2869 abzweigende Straße zu erreichen. Ebenfalls über eine bei Bettwar von der St 2268 abzweigende Straße.